# Slaget vid Turin

Slaget vid Turin (belägringen av Turin) ägde rum mellan 14 maj och 7 september 1706 i närheten av staden Turin i Italien under det spanska tronföljdskriget. Den franska armén var oförmögen att bryta ner Turins försvar och tvingades fly efter att ha blivit angripen av den kejserliga armén under Eugen av Savojen. Belägringen av Turin bröts därmed, och fransmännen fick påbörja sin reträtt från Italien. Samma år förlorade fransmännen även Slaget vid Ramillies, vilket fick Ludvig XIV att utse 1706 till annus horribilis (det hemska året).

## Bakgrund
Vid utbrottet av spanska tronföljdskriget beslutade Amadeus II av Savojen att strida på Habsburgska monarkins sida eftersom det var den enda stora nationen i Europa som garanterade Savojens självständighet. Han blev också uppbackad av sin kusin Eugen av Savojen som var generalissimus för kejserliga styrkorna. 
Kung Ludvig XIV av Frankrike, som var allierad med Spanien, svarade med att först invadera Savojen och sedan Piemonte. Allteftersom spanska trupper ockuperade Lombardiet blev Piemonte omringat av fiender. Piemonte attackerades av tre olika arméer och förlorade slagen vid Susa, Vercelli, Chivasso, Ivrea och Nice under år 1704. Deras sista befästning var Turin, ett gammalt fort byggt under 1600-talet.
I augusti 1705 var de fransk-spanska styrkorna redo att anfalla, men den franska befälhavaren La Feuillade ansåg att det var klokare att vänta in förstärkningar. Fördröjningen gav de piemontesiska trupperna god tid att förbereda borgen inför en lång belägring.

## Belägringen

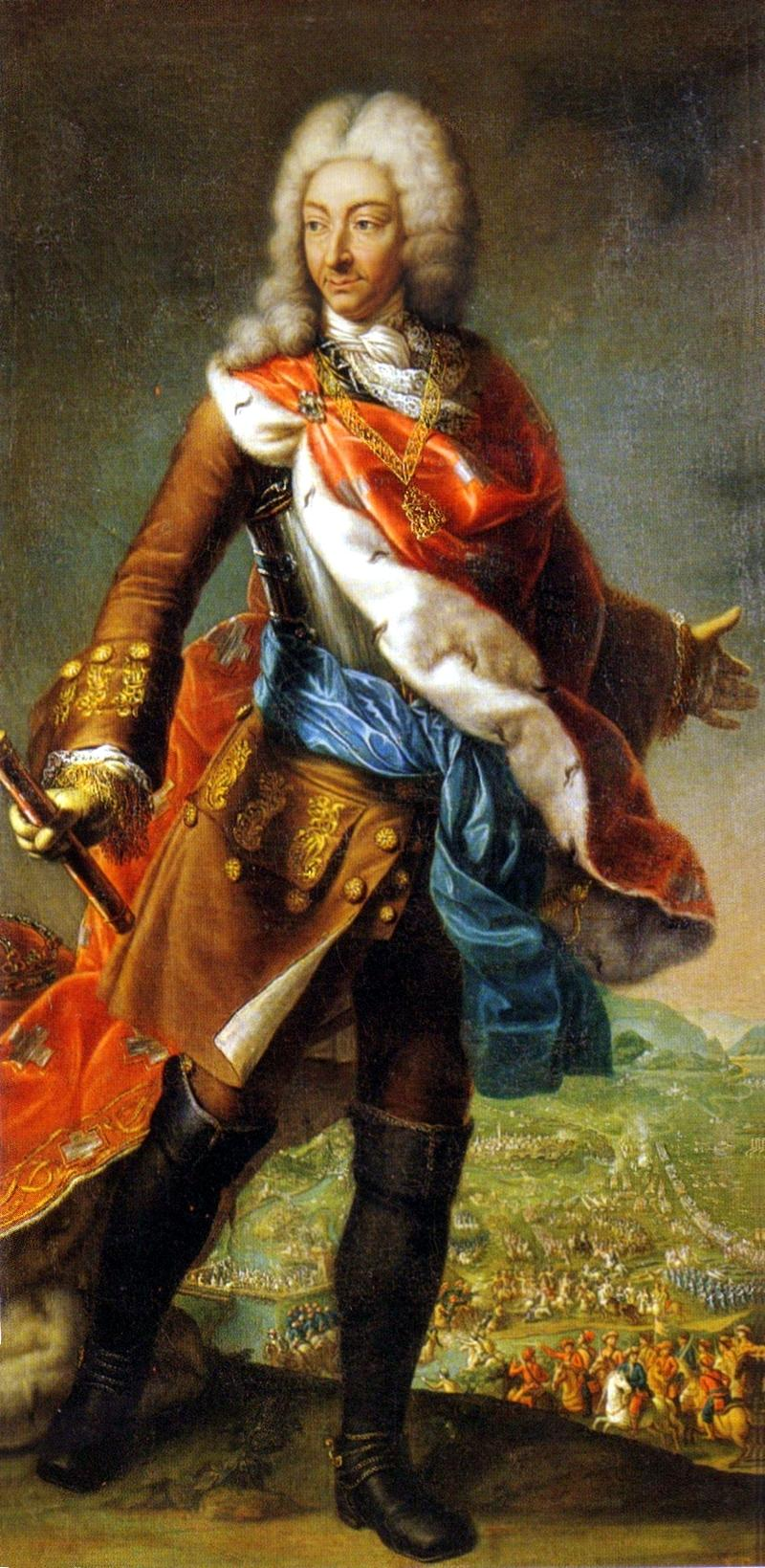
Ett porträtt av Amadeus II av Savojen under slaget vid Turin.

I maj 1706 nådde den fransk-spanska hären på över 40 000 man Turin. Sébastien Le Prestre de Vauban, en expert på belägringstekniker, ställde upp som frivillig att förbereda belägringen men avfärdades på grund av sin ålder. Vauban föreslog att det franska kommandot skulle anfalla en av stadens sidor, men förslaget avvisades av La Feuillade. La Feuillade beordrade sina 48 militära ingenjörer att utarbeta planer för en lång serie skyttegravar runt Turin. I Paris protesterade Vauban högljutt och sade att han skulle skära av sig halsen offentligt om La Feuillade lyckades erövra Turin.
Skyttegravarna började grävas ut den 14 maj men kom aldrig att nå runt hela Turin. Belägringen började i juni och pågick under tre månader där de piemontesiska trupperna bjöd envist motstånd. De belägrade trupperna stöddes aktivt av lokalbefolkning och erbjöd ett starkt försvar vilket innebar stora förluster för angriparna. 

## Undsättning
Den 17 juni lämnade Amadeus II Turin för att träffa Eugen, som marscherade med österrikiska trupper under sitt befäl. Amadeus berättade om de hjältemodiga dåd som skett i Turin under belägringen, inkluderat piemontesiska soldaten Pietro Micca som offrade sig genom att spränga en trupp franska soldater. Vid tidpunkten verkade det dock som att fransmännen skulle vinna slaget, då hela fortet var omringat av franska trupper. De franska linjerna närmade sig fortets första bastioner.

Pietro Micca, som en piemonteisk hjälte.

## Efter slaget
Den 2 september analyserade de försvarande trupper den taktiska situationen från kullen Superga. De slog tillbaka den sista anfallsvågen av trupper och omringade fransmännen genom att anfalla med huvuddelen av den österrikiska armén och dess kavalleri. De valde den svagaste punkten på den franska armén och attackerade vid floden Dora Riparia och Stura di Lanzo.
Eugene sade efteråt: "Dessa män är redan halvt besegrade".
Den slutgiltiga stöten skedde klockan 10 den 7 september, med en attack mot hela den franska fronten. Det preussiska infanteriet under Leopold I av Anhalt-Dessau lyckades efter tre försök bryta igenom den franska linjen. När Daun beordrade stadens garnison att attackera den fransk-spansk vänstra flanken bröt denna snabbt ihop; hundratals soldater drunknade i floden Dora Riparia när de försökte fly. Kort därefter flydde fransmännen och segern var ett faktum.
Beslutet att fly fick stor betydelse. När La Feuillade flydde till Frankrike med hela sin här föll Bourbonernas välde i Italien, som nyss tyckts nästan obegränsat. Fästningarna i Piemonte, som kostat fransmännen tre år att erövra, gav sig nu under intrycket av det stora nederlaget så gott som omedelbart åt de förbundna härförarna.
Hertigen av Marlborough skrev sedan om slaget: "Det är omöjligt att uttrycka den glädje det har gett mig, för jag inte bara uppskattar, utan älskar verkligen Eugene. Denna härliga åtgärd måste sänka Frankrike så lågt, att om våra vänner kunde övertalas att fortsätta strida energiskt ett år till kan vi inte misslyckas, med Guds välsignelse, att få en fred som kommer att ge oss ro för resten av alla våra dagar."